# Provincia di Azuay
La provincia di Azuay è una delle 24 province dell'Ecuador. Il territorio provinciale ha un'estensione di 8.309,58 km² e il capoluogo è la città di Cuenca.
Confina a nord con la provincia di Cañar, ad est con quella di Morona Santiago, a sud con le province di Zamora Chinchipe e Loja ed a ovest con quelle di El Oro e Guayas.
La provincia è attraversata da nord a sud dalla Panamericana.

## Geografia fisica

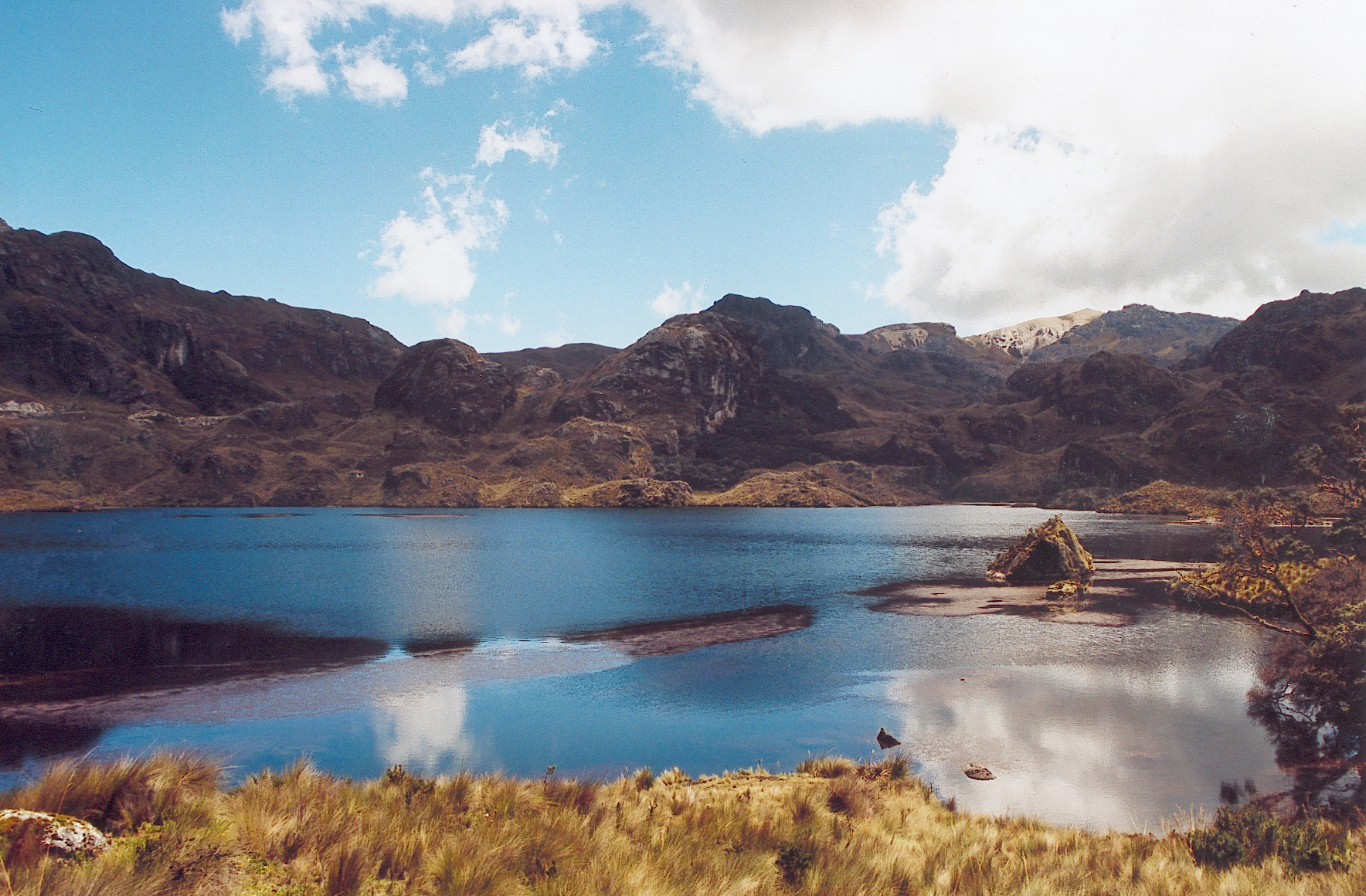
Lago nel Parco Nazionale El Cajas

La provincia è situata nella parte meridionale del paese, nella parte attraversata dalla Cordigliera delle Ande, il territorio provinciale ospita uno dei parchi naturali più belli dell'Ecuador, il parco nazionale El Cajas il cui territorio è compreso fra i 3000 e i 4500 metri di altitudine.
I fiumi principali sono il Tomebamba, il Tarqui e il Paute, quest'ultimo alimenta anche la principale centrale idroelettrica dell'Ecuador tramite la diga del Paute (chiamata anche "Diga Daniel Palacios").

## Cantoni
La provincia è suddivisa in 15 cantoni:
| #  | Cantone               | Capoluogo             |
| -- | --------------------- | --------------------- |
| 1  | Camilo Ponce Enríquez | Camilo Ponce Enríquez |
| 2  | Chordeleg             | Chordeleg             |
| 3  | Cuenca                | Cuenca                |
| 4  | El Pan                | El Pan                |
| 5  | Girón                 | Girón                 |
| 6  | Guachapala            | Guachapala            |
| 7  | Gualaceo              | Gualaceo              |
| 8  | Nabón                 | Nabón                 |
| 9  | Oña                   | Oña                   |
| 10 | Paute                 | Paute                 |
| 11 | Pucará                | Pucará                |
| 12 | San Fernando          | San Fernando          |
| 13 | Santa Isabel          | Santa Isabel          |
| 14 | Sevilla de Oro        | Sevilla de Oro        |
| 15 | Sigsig                | Sigsig                |